# Порро, Кьяра
Кьяра Порро (англ. Chiara Porro; род. 1984) — австралийский дипломат, назначенная послом при Святом Престоле в Ватикане в сентябре 2020 года.

## Биография
Кьяра Порро родилась в Милане, но покинула Италию в возрасте трёх лет. Окончила Университет Йорка в Англии со степенью бакалавра искусств в области политики, философии и экономики. Впоследствии она получила степень магистра международных отношений и дипломатии в Лейденском университете (Нидерланды).
В августе 2020 года была назначена послом Австралии при Святом Престоле.
Её муж, нидерландец Рин Схурхёйс, стал первым ватиканским велогонщиком, который принял участие в чемпионате мира по шоссейному велоспорту.